# AOI (基本規約)
AOI（英: Articles of Incorporation）は、（アメリカ合衆国などの）会社の基本規約の一種。アメリカではArticles of Associationと同義であり日本語訳では「基本定款」と訳される。アメリカの模範会社法では会社の組織と事業活動に関する根本規則を基本定款（Articles of Incorporation）に定めることとされている。
なお、会社の基本規約の構成は国によって違いがあり対応する日本語訳も異なる。アメリカとイギリスでも違いがあり、イギリス法ではMemorandum of AssociationとArticles of Associationを定めることとされているが、日本語訳では前者が「基本定款」と訳され、後者は「通常定款」と訳される。イギリスの基本定款（Memorandum of Association）は引受人が会社設立の意思（会社設立の経緯）を示すための非常に簡単な文書であるのに対し、アメリカの基本定款（Articles of Incorporation）は会社の根本規則を定めるもので性格が異なる。

## アメリカの基本定款
アメリカでの会社の設立に関する文書は州により制度も名称も異なるが、模範会社法では会社の組織と事業活動に関する根本規則を基本定款（Articles of Incorporation）に定めることとされている。基本定款は州務長官に提出する文書であり登録されれば法人格を得ることができる。ただし、基本定款の新聞への一定期間の掲載など要件が追加されている州もある。
模範会社法で絶対的記載事項とされている事項は、会社の名称、登録代理人の氏名や住所、会社設立者の氏名や住所、授権株式総数などである。模範会社法では1984年の改正により会社の目的を絶対的記載事項から除外されたが、州法によりその記載が必要としている州が多い。